# 취소소송
취소소송(取消訴訟)은 행정청의 위법한 처분 등을 취소 또는 변경하는 소송을 의미한다(행정소송법 제4조 1호) 항고소송등으로 불리기도 한다.
취소소송의 대상이 될 수 있는 것은 구체적인 권리의무에 관한 분쟁이어야 하고 일반적, 추상적인 법령이나 규칙 등은 그 자체로서 국민의 구체적인 권리의무에 직접적 변동을 초래케 하는 것이 아니므로 그 대상이 될 수 없다.

## 소송요건
취소소송이 적법하기 위해서는 관할권있는 행정법원에 제기하여야 하며, 대상적격, 원고적격, 협의의 소의 이익, 피고적격, 예외적 행정심판전치주의, 제소기간 등의 소송요건을 갖추어야 한다.

### 1. 원고적격
행정소송법 제12조(원고적격)에서 [취소소송은 처분등의 취소를 구할 법률상 이익이 있는 자가 제기할 수 있다. 처분등의 효과가 기간의 경과, 처분등의 집행 그 밖의 사유로 인하여 소멸된 뒤에도 그 처분등의 취소로 인하여 회복되는 법률상 이익이 있는 자의 경우에는 또한 같다.]고 규정하고 있다.
이때, '법률상 이익'에 관한 학설과 판례의 대립이 있다.

#### 학설
① 권리구제설 : 구체적인 권리의 침해를 받은 자만이 원고적격이 인정된다는 최협의의 학설
② 법률상 보호이익설 : 권리뿐만 아니라 법률상 보호되는 이익의 침해를 받은 자도 원고적격이 인정된다는 학설
③ 재판상 보호이익설 : ②에 더해 재판상 보호가치 있는 이익의 침해를 받은 자도 원고적격을 인정한다는 학설
④ 적법성 보장설 : 처분에 가장 적합한 이해관계당사자를 모두의 원고적격을 인정한다는 최광의의 학설

#### 판례
행정처분의 직접 상대방이 아닌 제 3자라 하더라도 당해 행정처분으로 인하여 법률상 보호되는 이익을 침해당한 경우에는 취소소송을 제기하여 그 당부의 판단을 받을 자격이 있다 할 것이나, 여기에서 말하는 법률상 보호되는 이익이라 함은 당해 처분의 근거법규 및 관련법규에 의하여 보호되는 개별적·직접적·구체적 이익이 있는 경우를 말하고, (중략) 당해 처분의 근거법규 또는 관련법규에서 명시적으로 당해 이익을 보호하는 명문의 규정이 없더라도 근거법규 및 관련법규의 합리적 해석상 (중략) 개별적·직접적·구체적 이익을 보호하는 취지가 포함되어 있다고 해석되는 경우까지를 말한다. (대판 2004.8.16, 2003두2175[주택건설사업계획승인처분 취소])

### 2. 대상적격
행정소송법 제19조(취소소송의 대상)에서 [취소소송은 처분등을 대상으로 한다. 다만, 재결취소소송의 경우에는 재결 자체에 고유한 위법이 있음을 이유로 하는 경우에 한한다.]고 규정하고 있다.
처분등이란 행정소송법 제2조(정의)에서 ["처분등"이라 함은 행정청이 행하는 구체적 사실에 관한 법집행으로서의 공권력의 행사 또는 그 거부와 그 밖에 이에 준하는 행정작용(이하 "처분"이라 한다) 및 행정심판에 대한 재결을 말한다.]고 규정되어 있다.
이때, 항고소송의 대상으로 행정행위가 아닌 '처분'으로 규정하여 이에 대한 학설과 판례의 대립이 있다.

#### 학설
① 실체법적 개념설 : 취소소송은 형성소송이라는 점에서 처분과 행정행위는 일치한다는 일원설
② 쟁송법적 개념설 : 법문언상 처분등에 대하여 그 밖에 이에 준하는 행정작용이라 규정하였으므로 행정행위보다는 처분의 범위                       가 넓다는 이원설
③ 그 밖의 학설 : 법문언상 처분의 개념이 행정행위보다 넓게 규정되어 있으나, 취소소송, 무효확인소송의 대상은 행정행위로 국한해야 한다는 견해

#### 판례
항고소송의 대상이 되는 행정처분이란 원칙적으로 행정청의 공법상 행위로서 특정 사항에 대하여 (중략) 일반 국민의 권리의무에 직접 영향을 미치는 행위를 가리키는 것이지만, (중략) 행정청의 어떤 행위가 항고소송의 대상이 될 수 있는 지는 추상적·일반적으로 결정할 수 없고, 구체적인 경우 행정처분은 행정청이 공권력 주체로서 행하는 구체적 사실에 관한 법집행으로서 국민의 권리의무에 직접적으로 영향을 미치는 행위라는 점을 염두에 두고, 관련 법령의 내용과 취지, 행위의 주체·내용·형식·절차, 그행위와 상대방 등 이해관계인이 입는 불이익과의 실질적 건련성, 그리고 법치행정 원리와 당해 행위에 관련한 행정청 및 이해관계인의 태도 등을 참작하여 개별적으로 결정해야 한다. (대판 2012.9.27, 2010두3541[감면불인정처분등취소])

## 판례
- 행정청이 식품위생법령에 따라 영업자에게 행정제재처분을 한 후 그 처분을 영업자에게 유리하게 변경하는 처분을 한 경우, 변경처분에 의하여 당초 처분은 소멸하는 것이 아니고 당초부터 유리하게 변경된 내용의 처분으로 존재하는 것이므로, 변경처분에 의하여 유리하게 변경된 내용의 행정제재가 위법하다 하여 그 취소를 구하는 경우 그 취소소송의 대상은 변경된 내용의 당초 처분이지 변경처분은 아니고, 제소기간의 준수 여부도 변경처분이 아닌 변경된 내용의 당초 처분을 기준으로 판단하여야 한다.[2]